# Claudia Marsicano
Claudia A. Marsicano (Napoli, 9 gennaio 1992) è un'attrice e regista italiana, vincitrice del Premio UBU nel 2017.

## Biografia
Si trasferisce a Milano all'età di 14 anni. Lì frequenta il liceo artistico di Brera. Studia inoltre canto e si avvicina al teatro, diplomandosi presso il gruppo Quelli di Grock.
È nota per gli spettacoli teatrali R.osa di Silvia Gribaudi, candidato nel 2017 al Premio UBU come miglior spettacolo di danza e portato in tour anche all'estero, Socialmente e Tropicana della compagnia milanese Frigoproduzioni di cui è fondatrice insieme a Daniele Turconi e Francesco Alberici. Ha lavorato inoltre con la compagnia LeviedelFool in Heretico e Made in China, mentre con la Frigoproduzioni ha portato in scena Socialmente e Tropicana. Con la compagnia 3mar, composta dalla stessa Claudia Marsicano, Benedetta Marigliano e Giulia Marchesi, ha creato e portato in scena lo spettacolo Per tutte le caramelle del mondo e Adesso che non è buio.
Partecipa al film Mi chiedo quando ti mancherò, regia di Francesco Fei.
Nel 2021 è stata scritturata da Cattleya per interpretare il ruolo di Caterina nella serie Noi, versione italiana di This Is Us, che andrà in onda su Rai 1.

## Filmografia

### Cinema
- Mi chiedo quando ti mancherò, regia di Francesco Fei (2019)
- Il rimbalzo del gatto morto, regia di Antonino Valvo - cortometraggio (2022)

### Televisione
- Noi – serie TV, episodi 1x02-1x12 (2022)
- Home Sweet Rome – serie TV, 13 episodi (2023)

## Teatro
- Socialmente, ideato e diretto con Francesco Alberici
- Tropicana, ideato e diretto da Francesco Alberici
- R.osa, di Silvia Gribaudi
- Made in China, ideato e diretto da Simone Perinelli
- Heretico, ideato e diretto da Simone Perinelli
- Adesso che non è buio, di Compagnia 3mar
- L'armata Brancaleone, drammaturgia e regia di Roberto Latini (2021)
- Le Rane (2022)

## Riconoscimenti
- Premio UBU
  - 2017 – Migliore attrice under 35
  - 2018 – Candidatura al miglior spettacolo di danza per R.osa
- Premio Rete Critica
  - 2018 – Candidatura alla miglior attrice in uno spettacolo teatrale per R.osa